# Cibingbin (Cibingbin)
Cibingbin is een bestuurslaag in het regentschap Kuningan van de provincie West-Java, Indonesië. Cibingbin telt 10.357 inwoners (volkstelling 2010).